# Samice
Samice [pronunciación en polaco: /saˈmit͡sɛ/] es un pueblo ubicado en el distrito administrativo de Gmina Skierniewice, dentro del Distrito de Skierniewice, Voivodato de Łódź, en Polonia central. Se encuentra aproximadamente a 8 kilómetros al este de Skierniewice y a 57 kilómetros al este de la capital regional Łódź.